# Cold Spring Harbor
| 전문가 평가           | 전문가 평가 |
| 평가 점수             | 평가 점수   |
| 출처                  | 점수        |
| --------------------- | ----------- |
| Allmusic              | [ 1 ]       |
| Tom Hull – on the Web | B           |

《Cold Spring Harbor》는 1971년 11월 1일 패밀리 프로덕션스가 발표한 미국의 싱어송라이터 빌리 조엘의 데뷔 스튜디오 음반이다. 이 음반은 1973년 《Piano Man》과 이후의 음반이 인기를 얻은 후에 주로 주목을 받으며 저조한 판매를 기록했고 1983년에 재발매되었다.

## 구성 및 녹음
《Cold Spring Harbor》는 조엘의 고향 근처의 롱아일랜드 사운드에 위치한 뉴욕주 헌팅턴 마을의 마을에서 이름을 따왔다. 커버는 하버 로드에서 촬영되었다.
〈Tomorrow Is Today〉라는 노래는 그가 작년에 우울증과 입원했던 시기에서 따왔다. 조엘은 나중에 라이브 공연으로 녹음된 《Songs in the Attic》 (1981년)에 이 음반에 처음 포함된 〈She's Got a Way〉와 〈Everybody Love You Now〉의 라이브 버전을 발매했다. 〈She's Got a Way〉 또한 1982년 초에 싱글로 발매되었고, 빌보드 핫 100 차트에서 23위로 정점을 찍었다.

## 곡 목록
모든 곡들은 빌리 조엘에 의해 작사/작곡하였다.
| #  | 제목                        | 재생 시간 |
| -- | --------------------------- | --------- |
| 1. | 〈She's Got a Way〉         | 2:50      |
| 2. | 〈You Can Make Me Free〉    | 2:59      |
| 3. | 〈Everybody Loves You Now〉 | 2:49      |
| 4. | 〈Why Judy Why〉            | 2:58      |
| 5. | 〈Falling of the Rain〉     | 2:38      |

| #   | 제목                       | 재생 시간 |
| --- | -------------------------- | --------- |
| 6.  | 〈Turn Around〉            | 3:06      |
| 7.  | 〈You Look So Good to Me〉 | 2:29      |
| 8.  | 〈Tomorrow Is Today〉      | 4:40      |
| 9.  | 〈Nocturne〉               | 2:46      |
| 10. | 〈Got to Begin Again〉     | 2:52      |

## 비하인드
빌리 조엘은 앨범이 발매된 후 집에서 음반을 들어봤는데 자기가 녹음한 내용과는 다르게 목소리도 하이톤이고 음질도 엉망진창인것을 발견했다. 알고보니 음반사가 돈이 많이 든다는 이유로 엉터리로 믹싱을 했고 그 때문에 빠르게 녹음이 되어서 열약한 음질로 녹음되었다고 한다. 이에 조엘은 분노해서 LP를 집어던졌다고 한다.